# شرايين أصبعية ظهرانية قدمية
شرايين أصبعية ظهرانية قدمية (بالإنجليزية: Dorsal digital arteries of foot)‏‏ هو شريان يتفرعُ من شرايين مشطية ظهرانية.